# Plecia ornithocephala
Plecia ornithocephala är en tvåvingeart som beskrevs av Fitzgerald 1998. Plecia ornithocephala ingår i släktet Plecia och familjen hårmyggor. Inga underarter finns listade i Catalogue of Life.